# Price Tag
«Price Tag» —en español: «Etiqueta de precio»— es una canción interpretada por la cantante y compositora británica Jessie J que cuenta con la colaboración del rapero estadounidense B.o.B, perteneciente al primer álbum de estudio de Jessie, Who You Are, de 2011. El tema fue escrito por Jessie J, Claude Kelly, B.o.B y Dr. Luke, mientras que su producción musical quedó a cargo de este último. Se lanzó como el segundo sencillo de la cantante en los Estados Unidos el 28 de enero de 2011 y en el resto del mundo el 29 de febrero del mismo año. Su vídeo musical fue dirigido por el director británico Emil Nava y lanzado el 30 de enero de 2011 a través de la cuenta oficial de VEVO de la intérprete en YouTube.
«Price Tag» tuvo una buena recepción, tanto crítica como comercial. Varios críticos musicales elogiaron la canción, algunos de ellos señalando que es una de las mejores canciones de Who You Are. Por otro lado, también tuvo una buena recepción comercial a nivel internacional, logrando alcanzar la posición número uno en países como Bélgica, Francia, Hungría y Nueva Zelanda. Jessie ha interpretado el tema en distintos programas de televisión, como Saturday Night Live y The Ellen DeGeneres Show.

## Antecedentes y composición
«Price Tag» cuenta con la participación del rapero B.o.B. Compuesta por Jessie, B.o.B, Claude Kelly y Dr. Luke y producida por este último, habla sobre el deseo de la cantante de hacer que el mundo baile sin pensar en el dinero. Se trata de una pista up-tempo pop y hip hop con influencias del reggae cuya producción implementa guitarras provocativas y ritmos vintage. El ritmo de batería que suena en la canción es un sample tomado de «Zimba Ku» de Black Heat. Según la partitura publicada por Sony/ATV Music Publishing en Musicnotes, la canción tiene un tempo andante de 84 pulsaciones por minuto y está compuesta en la tonalidad de fa sostenido mayor. El registro vocal de Jessie se extiende desde la nota la♯3 hasta la re♯5 mediante va avanzando la canción. La canción se lanzó oficialmente como el primer sencillo de Jessie en los Estados Unidos el 28 de enero de 2011. Dos días después, se lanzó en el Reino Unido junto con su vídeo musical.

## Recepción

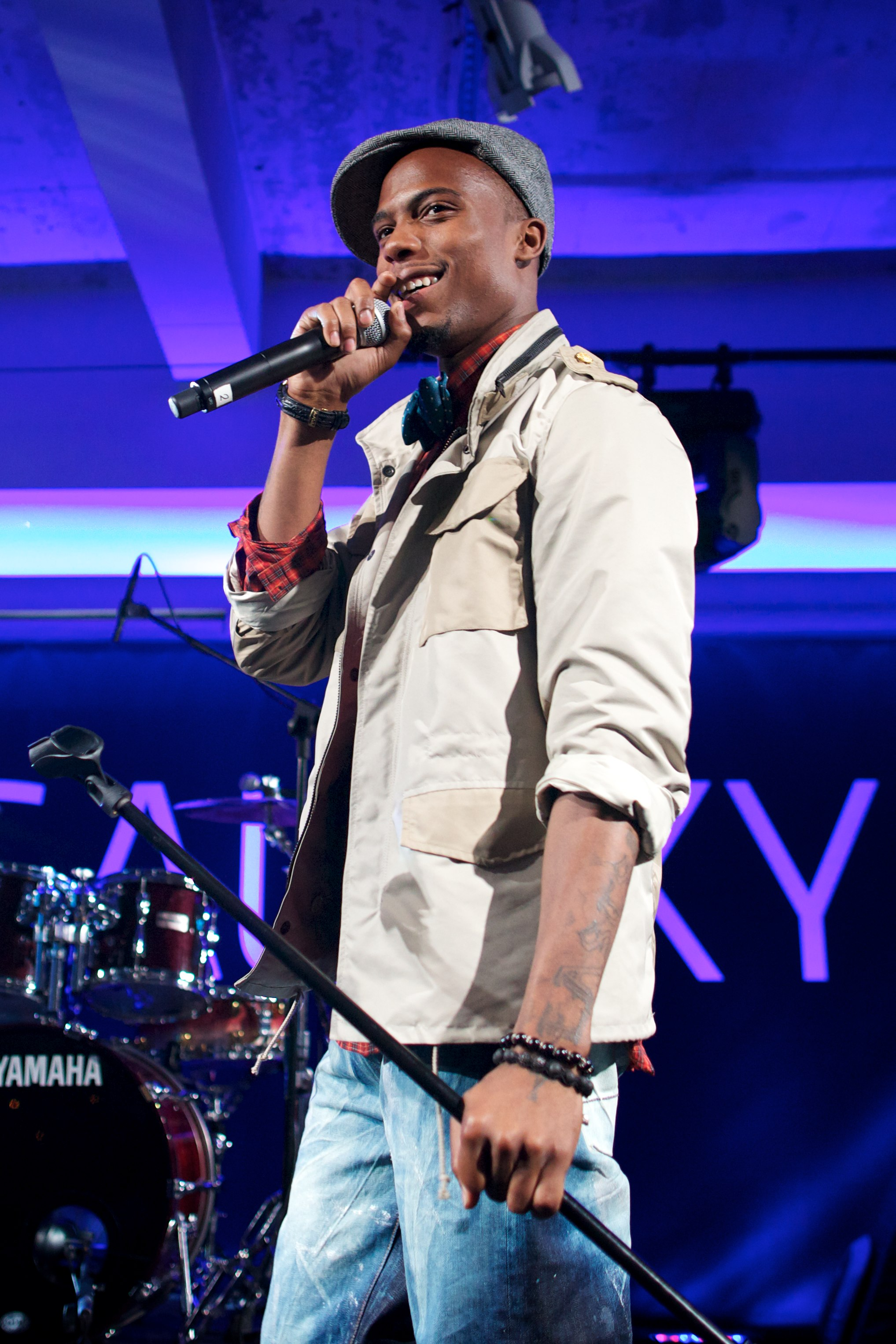
B.o.B, quien prestó su apoyo para colaborar en la canción.

### Comentarios de la crítica
«Price Tag» recibió comentarios tanto positivos como negativos. El sitio Popjustice escribió que su introducción es «absolutamente irresistible». Posteriormente, también la nombraron la canción del día. Caspar Smith del periódico británico The Guardian llamó a «Price Tag» y al anterior sencillo de Jessie, «Do It Like a Dude», «éxitos con influencias del género R&B que esperan para salvar al mundo». Nick Levine de Digital Spy la calificó con cuatro estrellas y media de cinco y añadió que tiene similitud con «Party in the U.S.A.» de la cantante estadounidense Miley Cyrus. James Wells de AOL Radio dijo que es «menos agresiva y más centrada en lo positivo». El sitio The Reflective Inklings le otorgó tres estrellas y media de cuatro y señaló que «no es magnífica, pero tampoco es un gran fracaso». Bill Lamb de About.com destacó que tiene un «relajado ambiente soul, un mensaje eterno y es fácil de cantar», también le otorgó cuatro estrellas de cinco. Stephen Thomas Erlewine de Allmusic señaló que «Do It Like a Dude», «Price Tag», «Nobody's Perfect» y «Big White Room» son los mejores temas del Who You Are.

### Recibimiento comercial
«Price Tag» tuvo una buena recepción comercial, mayoritariamente en Europa y Oceanía. En Australia, debutó en la posición número veintidós en la semana del 13 de marzo de 2011. A la semana siguiente, subió hasta la posición número dos, marcando así su posición más alta en el conteo. Debido a esto, la ARIA certificó a «Price Tag» con cinco discos de platino por vender más de 350 000 copias. En los Estados Unidos, se ubicó en el puesto número veintitrés del Billboard Hot 100 en la semana del 17 de abril de 2011. Semanas después, la RIAA le otorgó un disco platino por vender un millón de copias digitales en el país. En las radios de Hungría llegó hasta la primera posición, mientras que en las de Eslovaquia llegó hasta la cuarta. En Bélgica también llegó al primer puesto, tanto en su Región Valona como en su Región Flamenca, y fue certificado con un disco de oro. En el Reino Unido vendió 84 000 copias en su primera semana, lo que le permitió debutar en la posición número uno de la lista UK Singles Chart. En su segunda semana, vendió 90 000 copias, por lo que se mantuvo en la posición número uno, evitando así que canciones como «Born This Way» de Lady Gaga y «Champion» de Chipmunk debutaran en dicha posición. Para fin de año se convirtió en la cuarta canción más exitosa del conteo, y para enero de 2012 había vendido más de 993 894 copias.

## Promoción

### Vídeo musical
Su vídeo musical fue dirigido por el director británico Emil Nava y lanzado el 30 de enero de 2011. Este inicia con la cámara enfocando un oso de peluche en mal estado mientras se escucha el sonido de una caja de música. Seguidamente se ve a una niña sentada junto al oso que después se levanta y tras pasar por detrás de este se convierte en Jessie J. En la siguiente escena se observa a la cantante sosteniendo dos muñecos a los que denomina coconut man y moonhead. Luego aparece debajo de un árbol de dólares mientras canta el estribillo de la canción. Conforme avanza el vídeo se ven escenas intercaladas que muestran a Jessie como una marioneta que juega con su triciclo y una bailarina en una caja musical. Seguidamente aparece el rapero B.o.B interpretando su parte de la canción junto a unos soldados de juguete y un auto de color borgoña. Tras terminar, la intérprete sale de una casa de muñecas para interpretar el último estribillo del tema y así finalizar el vídeo.

### Presentaciones en vivo
Antes de ser lanzado como sencillo, la cantante interpretó «Price Tag» en el programa Later... with Jools Holland 10 de noviembre de 2010. El 18 de enero de 2011, la cantó en el club Scala en Londres, Reino Unido. El 28 de agosto, Jessie la cantó en los premios MTV Video Music Awards junto a otras de su álbum debut Who You Are como «Domino», «Do It Like a Dude», «Who's Laughing Now» y «Rainbow». El 18 de septiembre, interpretó «Price Tag» en el festival alemán SWR3 New Pop Festival. El 12 de marzo, hizo su debut en la televisión estadounidense interpretando el sencillo en el programa Saturday Night Live. Posteriormente, también la interpretó en el programa The Ellen DeGeneres Show, el 15 de abril. El 6 de noviembre, la presentó en los premios MTV Europe Music Awards. Luego, el 12 de agosto de 2012, la interpretó en el cierre de las Olimpiadas de Londres. La canción también era interpretada en el Stan Up Tour y el Heartbeat Tour, como parte del acto del cierre.

## Versiones y remezclas
- Sencillo en CD y descarga digital

| Price Tag — EP |                                       |          |  |
| N.º            | Título                                | Duración |  |
| 1.             | «Price Tag» (con B.o.B)               | 3:41     |  |
| 2.             | «Price Tag» (con Devlin — Shux Remix) | 3:27     |  |
| 3.             | «Price Tag» (Benny Page Remix)        | 4:29     |  |
| 4.             | «Price Tag» (Doman & Gooding Remix)   | 4:58     |  |
| 5.             | «Price Tag» (Versión acústica)        | 3:19     |  |

- Alemania — Sencillo

| Price Tag — EP |                                |          |  |
| N.º            | Título                         | Duración |  |
| 1.             | «Price Tag» (con B.o.B)        | 3:41     |  |
| 2.             | «Price Tag» (Versión acústica) | 3:19     |  |

## Posicionamiento en listas

### Semanales
| Alemania          | German Singles Chart      | 3  |
| Australia         | Australian Singles Chart  | 2  |
| Austria           | Austrian Singles Chart    | 7  |
| Bélgica (Flandes) | Ultratop 50 Singles       | 1  |
| Bélgica (Valonia) | Ultratop 50 Singles       | 1  |
| Canadá            | Canadian Hot 100          | 4  |
| Dinamarca         | Danish Singles Chart      | 14 |
| Escocia           | Scottish Singles Chart    | 1  |
| Eslovaquia        | Radio Top 100 Chart       | 4  |
| España            | Spanish Singles Chart     | 17 |
| Estados Unidos    | Billboard Hot 100         | 23 |
| Estados Unidos    | Digital Songs             | 16 |
| Estados Unidos    | Pop Songs                 | 12 |
| Estados Unidos    | Dance/Club Play Songs     | 9  |
| Finlandia         | Finnish Singles Chart     | 20 |
| Francia           | French Singles Chart      | 1  |
| Hungría           | Rádiós Top 40             | 1  |
| Irlanda           | Irish Singles Chart       | 1  |
| Italia            | Italian Singles Chart     | 5  |
| Noruega           | Norwegian Singles Chart   | 6  |
| Nueva Zelanda     | New Zealand Singles Chart | 1  |
| Países Bajos      | Dutch Top 40              | 3  |
| Reino Unido       | UK Singles Chart          | 1  |
| Suecia            | Swedish Singles Chart     | 17 |
| Suiza             | Swiss Singles Chart       | 7  |

### Certificaciones
| País           | Organismo certificador | Certificación | Unidades certificadas | Ref.   |
| -------------- | ---------------------- | ------------- | --------------------- | ------ |
| Alemania       | BVMI                   | Platino       | 300 000               | [ 60 ] |
| Australia      | ARIA                   | 6× Platino    | 420 000               | [ 61 ] |
| Bélgica        | BEA                    | Oro           | 15 000                | [ 28 ] |
| Dinamarca      | IFPI — Dinamarca       | Platino       | 15 000                | [ 62 ] |
| Estados Unidos | RIAA                   | 4× Platino    | 4 000                 | [ 25 ] |
| Italia         | FIMI                   | Platino       | 30 000                | [ 63 ] |
| Nueva Zelanda  | RIANZ                  | 2× Platino    | 30 000                | [ 64 ] |
| Reino Unido    | BPI                    | 2× Platino    | 1 200 000             | [ 65 ] |
| Suecia         | GLF                    | 2× Platino    | 80 000                | [ 66 ] |
| Suiza          | IPFI — Suiza           | Platino       | 30 000                | [ 67 ] |

### Anuales
| Alemania       | German Singles Chart      | 35 |
| Australia      | Australian Singles Chart  | 9  |
| Canadá         | Canadian Hot 100          | 22 |
| Estados Unidos | Billboard Hot 100         | 93 |
| Francia        | French Singles Chart      | 36 |
| Nueva Zelanda  | New Zealand Singles Chart | 7  |
| Países Bajos   | Dutch Top 40              | 13 |
| Reino Unido    | UK Singles Chart          | 4  |
| Suiza          | Swiss Singles Chart       | 24 |

## Premios y nominaciones
«Price Tag» recibió distintas nominaciones en varias ceremonias de premiación. A continuación, una lista con las candidaturas que obtuvo el sencillo:
| Año  | Ceremonia de premiación       | Premio                                 | Resultado | Ref.          |
| ---- | ----------------------------- | -------------------------------------- | --------- | ------------- |
| 2011 | Australian Kids Choice Awards | Canción favorita                       | Nominado  | [ 76 ]        |
| 2011 | BBC Radio 1 Teen Awards       | Mejor sencillo de un artista británico | Nominado  | [ 77 ]        |
| 2011 | BT Digital Music Awards       | Mejor canción                          | Ganador   | [ 78 ]        |
| 2011 | BT Digital Music Awards       | Mejor vídeo                            | Nominado  | [ 78 ]        |
| 2011 | Festival Awards U.K.          | Canción del verano                     | Nominado  | [ 79 ]        |
| 2011 | MP3 Music Awards              | Radio / Charts / Downloads             | Nominado  | [ 80 ] [ 81 ] |
| 2012 | Virgin Media Music Awards     | Mejor vídeo                            | Nominado  | [ 82 ]        |
| 2012 | Brit Awards                   | Mejor sencillo británico               | Nominado  | [ 83 ]        |

## Créditos y personal
- Composición: Jessie J, Claude Kelly, B.o.B y Dr. Luke
- Producción: Dr. Luke.
- Mezclas: John Hanes, Serban Ghenea y Tim Roberts.
- Grabación: Chris 'TEK' O'Ryan, Emily Wright y Sam Holland.
- Bajo: Butch Coleman.

Fuente: Discogs.